# Династія Редді
Редді — династія, що панувала державою на півдні регіону Андхра. Утворилося після занепаду династії Какатіїв. Знищена царством Гаджапаті.

## Історія
Падіння династії Какатіїв в 1323 році призвела до приєднанні її володінь до Делійського султанату. Проте вже у середині 1330-х років в султанаті починається внутрішня криза та поступовий розпад держави. Водночас представники молодших гілок Какатіїв — Анная Мантрі та Колані Рудрадева, а після їх загибелі місцеві вожді племен та раджі не припиняли боротьбу проти делійських намісників (маліків). З них найбільшої потуги набули Пролаявема з клану Панта (з дрібних місцевих вояків та намісників округів часів Какатіїв), що заснував династію Редді; роди Речерла в Телангані та Мусунурі в Андхрі, де були засновані незалежні наякства. До 1347 року було звільнено прибережну частину колишніх володінь Какатіїв (регіонів Андхра та Телангана).
Його наступник Анавота значно консолідував державу зсередини та переніс столицю з Адданкі до Кондавіду (в окрузі Гунтур). 1364 року вступив у протистояння з наяками Речерла, які тоді підкорили володіння Мусунурі, уклавши за цим союз з Бахманідським султанатом. Редді уклали союз з Віджаянагарською імперією. За цим військами Редді було захоплено більшу територію Східних Гангів, змусивши Нарасімху IV визнати свою зверхність
1395 року відбувся розпад держави, представник молодшої гілки династії — Катаявема — утворив окрему державу відому як Друга династія Редді) в Раджамундри. Водночас починається війна за Каттак з Бенгальським султанатом.
1402 року Редді з Кондавіду уклали союз з Бахмані, а Редді з Раджамундри — наякством Речерла і Віджаянагарською імперією. 1419 року почалася нова війна між цими коаліціями. Незважаючи на успіхи на морі та прикордонні в перший рік, бахманідські війська у 1420-х роках завдали поразок Речерла, до 1435 року це наякство втратило усі володіння і занепало.
Водночас відбулися війни Редді з Кондавіду проти віджаянагару, а Редді з Раджамундри проти бахмані. При цьому обидві гілки воювали між собою. 1425 року віджаянагарське військо після запеклої війни підкорила Кондавіду, знищивши старшу гілку Редді. 1448 року Раджамундри було захоплено Гаджапатським царством, внаслідок чого уся династія Редді припинила своє існування.

## Територія
Спочатку володіння простягалися вздовж узбережжя до Неллора на півдні та Шрісайлама на заході. У своїй максимальній мірі держава простягалося від Каттака (Орісса) на півночі, Канчі на півдні та Шрісайлама на заході.

## Устрій
Політична, судова і військова влада належала магараджи. Управління здійснювалося відповідно до «Дхармасутр». Дотримувалась кастова система.

## Економіка
Основу становили землеробство, ремісництво і торгівля. Під час правління Анавота митні збори та податки на торгівлю були скасовані, що сприяло її розквіту. Морська торгівля здійснювалася через порт Мотупаллі. Велика кількість купців оселилася біля нього.
Шоста частина надлишків сільського господарства стягувалася як податок. Лише за часів Рачавеми з Кондавіду впровадив високі податки, що спричинило невдоволення населення і зрештою призвело до падіння цієї гілки династії

## Культура
Правителі Редді захищали індуїзм. Брагмани отримували кошти та пільги, а також аграхара для храмів Маллікарджуна Свамі та Нарасімха Свамі в містах Шрісайлам і Ахобілам відповідно, які також було відремонтовано за державний кошт. Також було побудовано сходи від річки Крішна до храму Маллікарджуна Свамі. Також було зведено 108 храмів, присвячених Шиві.

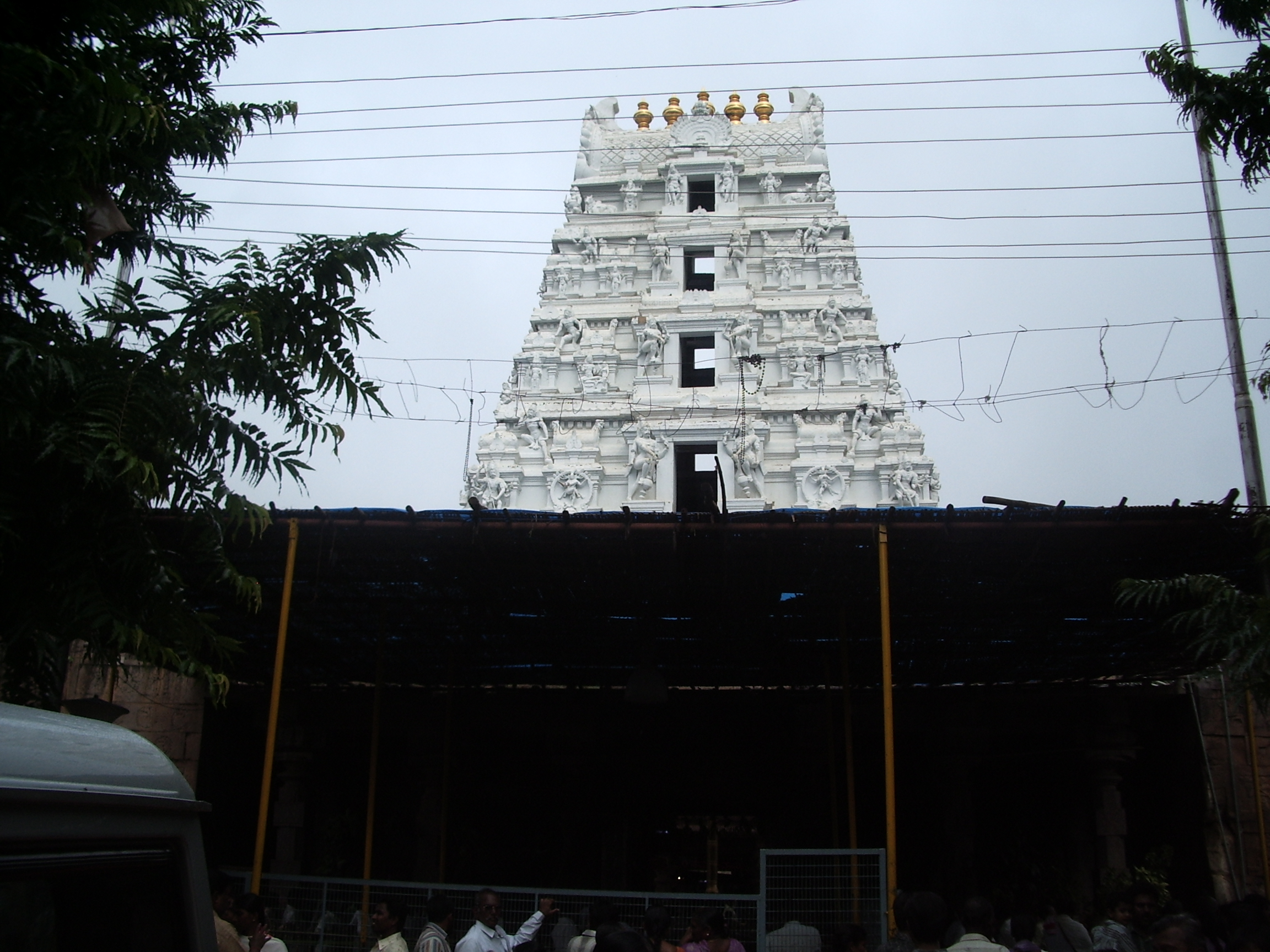
Маллікарджуна Свамі
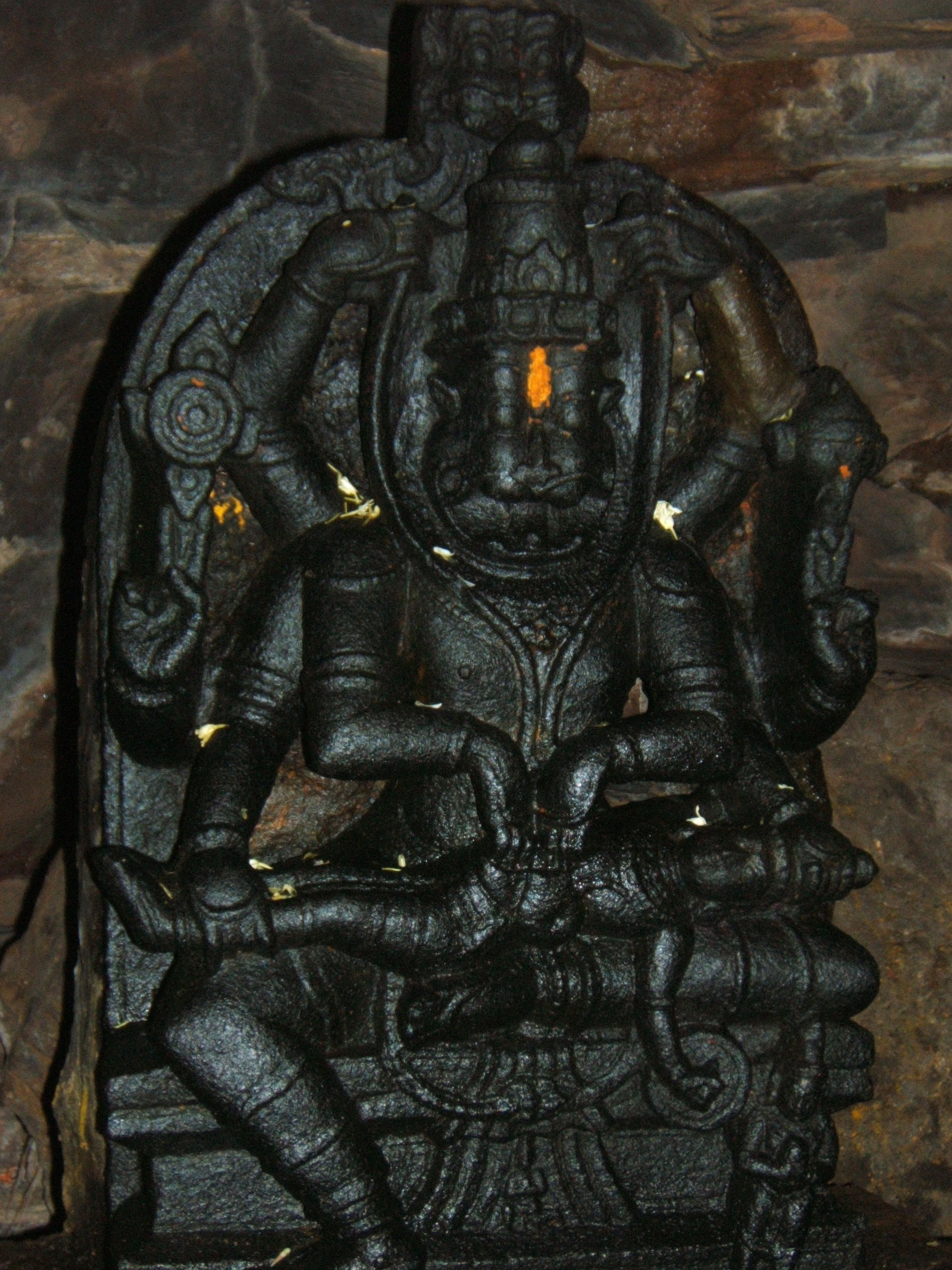
Скульптура з храму Нарасімха Свамі

Санскрит залишався державною мовою, що підтримували монархи з редді. Водночас набула розквіт література мовою телугу. Представники династії Редді —Кумарагірі, Катаявема та Педакоматівема — були видатними поетами та вченими. Придворними поетами були Еррапрагада, Шрінатха і Потана. Перший завершив переклад «Махабхарати» мовою телугу, але переклад «Рамаяни» у формі чапу (поетичний стиль) є втраченим.